# Samsung Galaxy Fit
Il Samsung Galaxy Fit GT-S5670 è uno smartphone prodotto da Samsung, facente parte della serie Samsung Galaxy e basato sul sistema operativo open source Android.
È stato annunciato al Mobile World Congress del 2011 come uno dei quattro smartphone low-end di Samsung, insieme con Galaxy Ace, Galaxy Gio e Galaxy mini.

## Caratteristiche
Il dispositivo è equipaggiato con uno schermo  QVGA TFT di 3.31” con risoluzione 320x240 pixel, una fotocamera da 5-megapixel e un processore da 600 megahertz. Il cellulare Fit si basa su Android 2.2 Froyo (aggiornato in seguito a 2.3 Gingerbread) ed utilizza una versione personalizzata dell'interfaccia TouchWiz, interfaccia proprietaria di Samsung.. Come connettività supporta WiFi 802.11 (b/g/n), Bluetooth v 2.1 ed USB 2.0 (ad alta velocità). Le reti di cellulari supportate sono HSDPA 7.2 Mbit/s 900/2100 ed 
EDGE/GPRS 850/900/1800/1900.